# Teresa Soto González
Teresa Soto (Oviedo, 1982) es una poeta española.

## Biografía
Es doctora en Estudios Árabes e Islámicos por la Universidad de Salamanca y licenciada en Filología Árabe y Teoría de la Literatura y Literatura Comparada por la Universidad de Granada. Obtuvo una beca Fulbright para realizar estudios de máster en Literatura en la Universidad de Colorado en Boulder. Cursó estudios en las universidades de Bolonia y Ayn Shams (El Cairo), donde fue también lectora MAEC-AECID.  
Fue investigadora predoctoral en el Centro de Ciencias Humanas y Sociales del Consejo Superior de Investigaciones Científicas de Madrid, parte del proyecto europeo CORPI (Conversion, Overlapping Religiosities, Polemics and Interaction: Early Modern Iberia and Beyond), e investigadora FPU en la Universidad de Salamanca.

## Obra

### Obra poética
- Crónicas de I. Premio Internacional Margarita Hierro, Pre-Textos, 2020.
- La silva. In corpore, 2020.[1]
- Caídas. In corpore, 2016.[2]
- Nudos. Colección Arre de Poesía, Arrebato Libros, 2013.[3]
- Erosión en paisaje. Vaso Roto, 2011.[4]
- Un poemario. Rialp, 2008.[5]

Además ha publicado reseñas, traducciones y poemas en diversos medios como Caterwaul Quarterly, Clarín, Nayagua, Campo de los Patos, Númenor, Confluencia y Suroeste.

### Traducciones
- La sylve, traducción al francés de Max Alhau, París: l'herbe qui tremble, 2022.
- Chutes, traducción al francés de Bernard Noël y Meritxell Martínez, Paris: 				l’herbe qui tremble et incorpore, 2018. Prefacio de Bernard Noël.
- Noeuds, traducción al francés de Deerie Sariols, Paris: l’herbe qui tremble et incorpore, 	2018.

Su obra ha sido parcialmente traducida al inglés, polaco, árabe y francés. Ha participado en  el festival internacional de poesía Cosmopoética Córdoba, 2014 y en el documental de Sofía Castañón Se dice poeta (2014).

## Participación en obras colectivas
Sus poemas han sido incluidos en las antologías:
- ¡Oh! Dejad que la palabra rompa el vaso. Y lo divino se convierta en cosa humana, Vaso Roto, 2021.
- Una ventana a la literatura en español / O fereastră spre literatura în spaniolă, Instituto Cervantes, 2018.
- Tribu verus Trilce, Karima Editora, 2017
- -A, mujer lenguaje y poesía, Stendhal Books, 2017

- Séptima antología de Adonáis, Rialp, 2016. Prólogo de Luis Alberto de Cuenca.

- Poesía en mutación. Alpha Decay, 2011.
- A pesar de todo. Poesía en Valdediós VII. Círculo cultural de Valdediós, 2009.

## Premios
- Premio Adonáis de Poesía (2007) por su primer libro, Un poemario (Rialp, 2008), premio convocado por Ediciones Rialp y el Ateneo de Madrid.[6]
- III Premio Internacional de Poesía Margarita Hierro (2020), otorgado por la Fundación Centro de Poesía José Hierro, y financiado por el Ayuntamiento de Getafe.[7]